# Estatua de Viriato (Zamora)

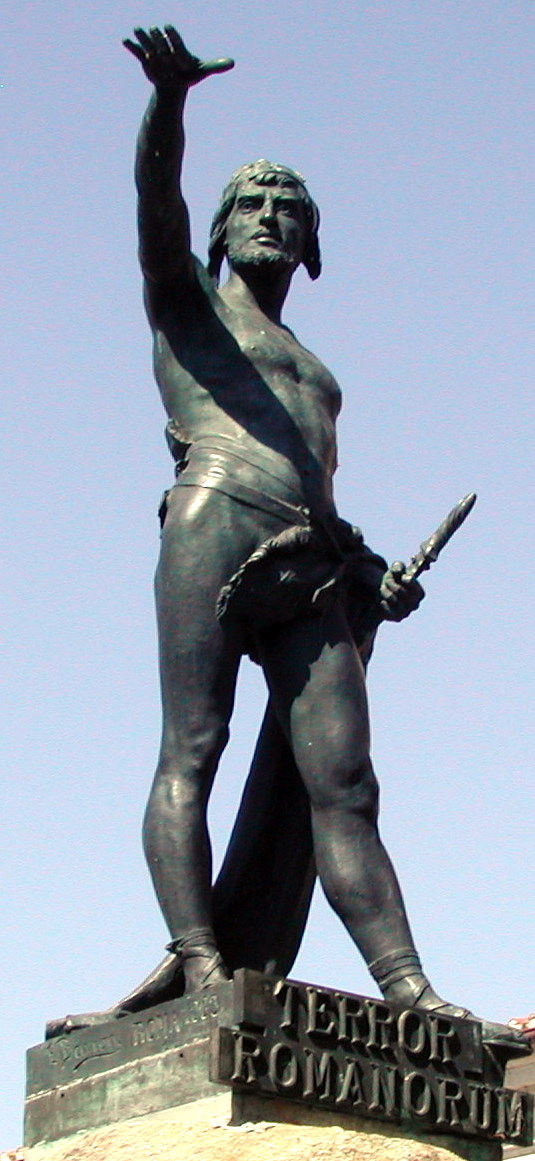
Estatua de Viriato en la plaza homónima de Zamora.

La estatua de Viriato es una obra escultórica del zamorano Eduardo Barrón González ubicada en la plaza de Viriato en la ciudad de Zamora (España). Representa en bronce al caudillo-pastor Viriato que se enfrentó a los cónsules romanos. Se erigió a finales del año 1903, en la plaza que se denominaba de Cánovas del Castillo y que popularmente acabó denominándose de Viriato. Es un conjunto escultórico que posee una estatua erecta, un pedestal granítico y una verja. En el pedestal puede leerse la leyenda Terror romanorum atribuida a Orosio (‘Terror de los romanos’). Desde su ejecución hasta la colocación en la plaza pasaron veinte años.  

## Historia
El conjunto escultórico ocupó durante muchos años el centro de la plaza, hasta que en unas obras realizadas en 1971 con objeto de remodelar la plaza acabó desplazada hacia el Oeste unos 6 metros. En la peana se puede ver la firma de "El Barrón" y otra inscripción adyacente "Roma 1883", debido a que la pieza fue fundida en los talleres de Alessandro Nelli en el Vaticano por iniciativa de Barrón. Se hizo de esta forma por ser más barata su fundición en Roma que en España, donde la técnica apenas era conocida en obras escultóricas, la idea inicial del escultor zamorano era presentarla en Exposición Nacional de Bellas Artes de 1884, donde fue expuesta ganando una medalla de plata. Tras la exposición el Estado español adquirió la estatua y la expuso durante algún tiempo en el Museo de Arte Moderno en un modelo de yeso, mientras que el original se expuso (patinado en verde) en la Real Academia de Bellas Artes. Finalmente, tras veinte años de exposición se decide trasladar a la capital zamorana, permaneciendo en la actualidad en ella en condición de depósito al Ayuntamiento por parte del Museo del Prado, propietario de la misma (número de inventario E612) desde que en 1971 absorbió las colecciones de arte del siglo XIX del M. A. M. Una reducción del año 1885, también en bronce, donada por sus descendientes, se expone en la Sala de la Ciudad del Museo de Zamora, mientras que otra (no expuesta) es propiedad del Museo del Romanticismo de Madrid.

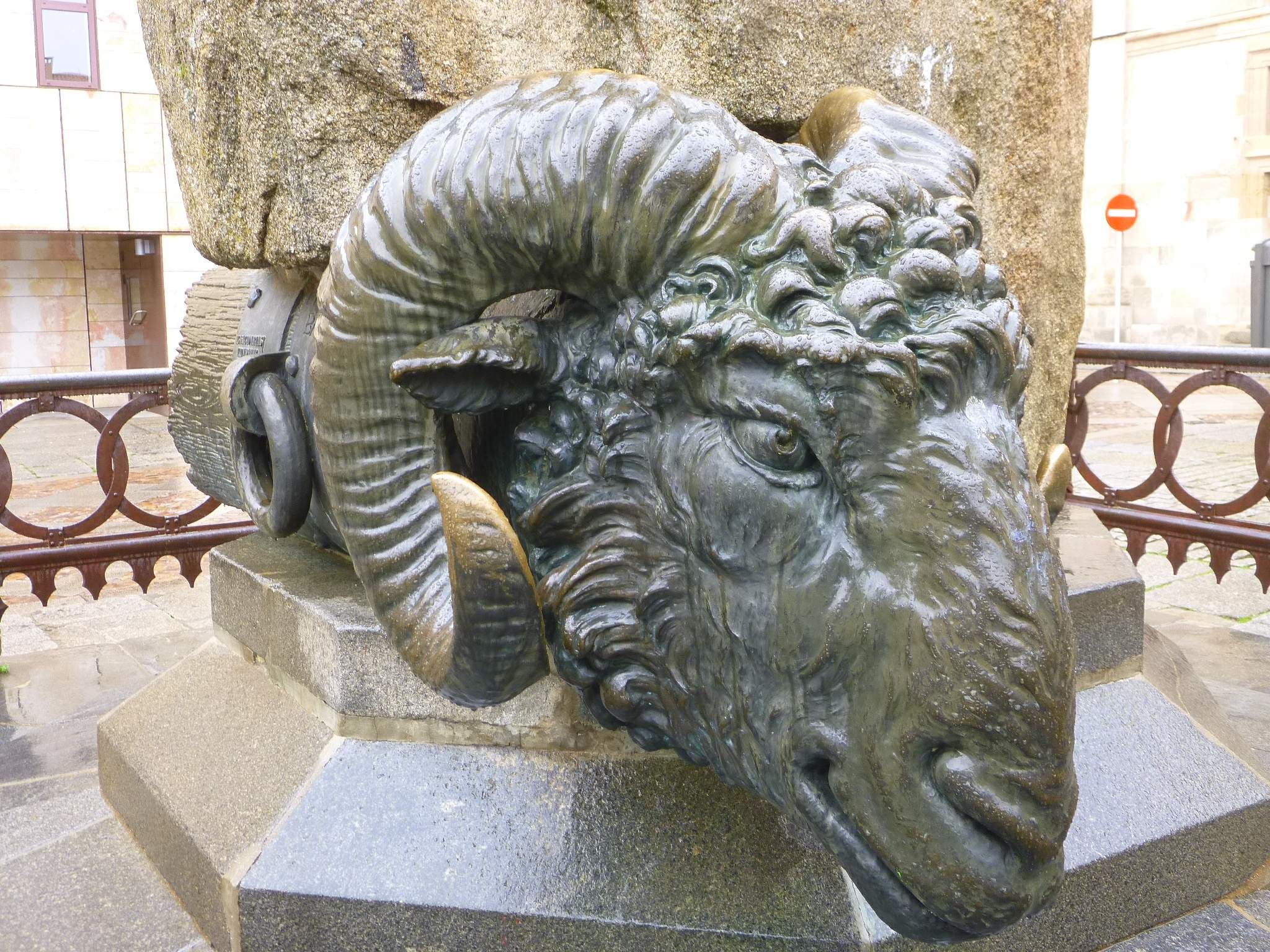
Cabeza de carnero en la base del monumento a Viriato.

En 1902 inicia Eduardo Barrón gestiones desde Madrid, para que la estatua sea concedida finalmente a la Diputación Provincial de Zamora y se convierta en un monumento público, en agradecimiento del pensionado que subvencionó la Diputación en Roma. Inicialmente la ciudad no mostró interés. Finalmente se eligió la plaza actual frente al Palacio de los Condes de Alba y Aliste. El pedestal de piedra granítica se trasladó desde las canteras de Arcillo empujada en dos piezas por un carro tirado por bueyes. El ariete que reposa en su parte inferior data de esta época en la que se instala en el medio de la plaza. Se colocó a finales del 1903, sin realizar apertura oficial, unos transeúntes que pasaban la descubrieron el 12 de enero de 1904. En 1971 se desplaza el monumento del centro de la plaza, y se coloca en una de sus esquinas. en su lugar se plantaron unos plátanos.

## Características

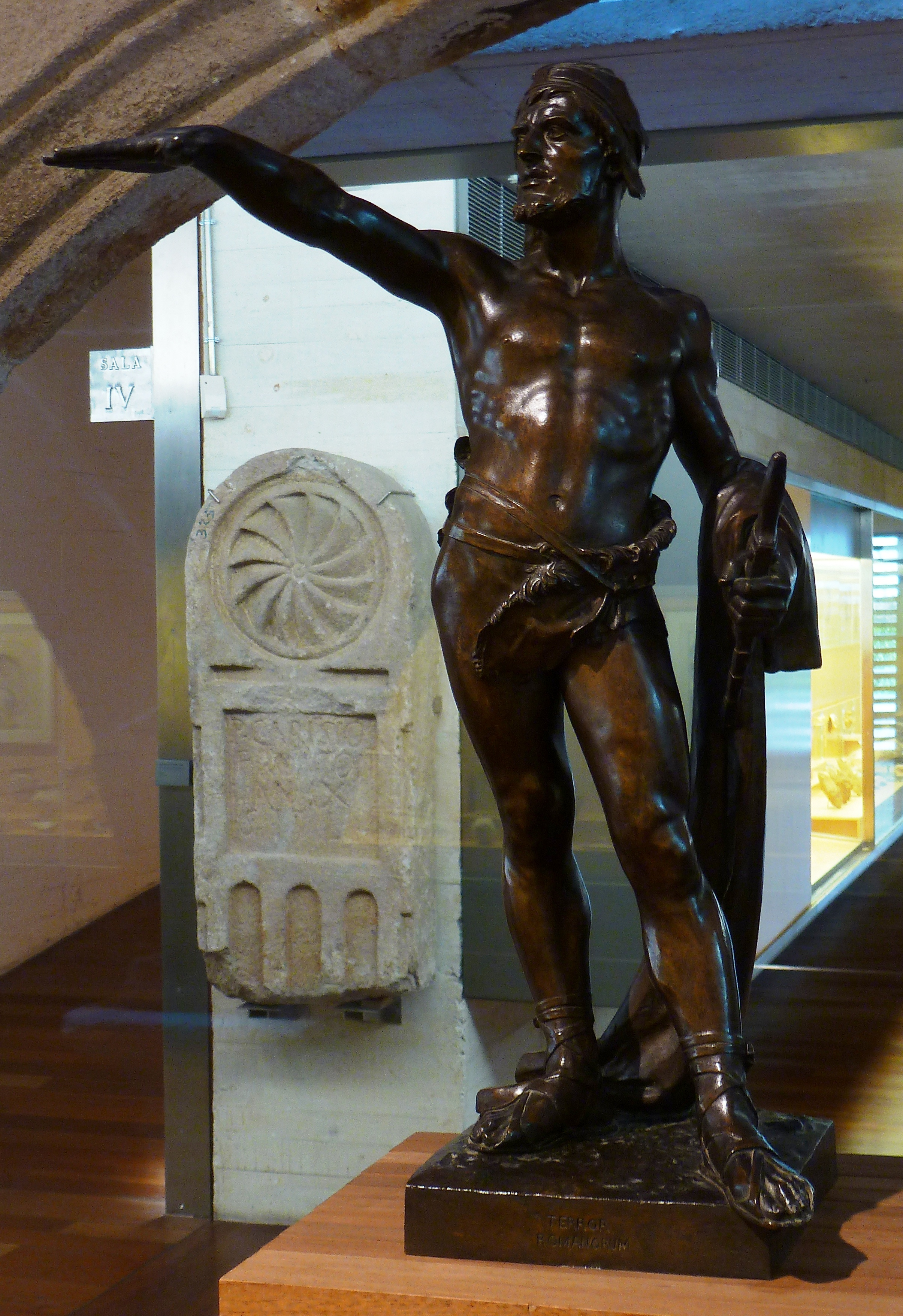
Reducción del Museo de Zamora.

La figura de Viriato aparece erecta, saludando con el brazo derecho. De dos metros de altura. En el brazo izquierdo aparece colgando una túnica y su mano empuña una espada envainada. La forma de la escultura es de claro clasicismo. Aparece alguna similitud con el Viriato de José Madrazo titulado "La Muerte de Viriato". La cabeza de Viriato está tocada con un berreto. En el pedestal puede leerse la leyenda: TERROR ROMANORUM atribuida al historiador Paulo Orosio. En el pedestal se puede distinguir una especie de ariete con cabeza de carnero. De la gruesa argolla aparecen dos inscripciones  "Ignacio Arias / Fundidor / Alburquerque 4, Madrid" y en la argolla de la derecha se lee el nombre de Eduardo Barrón en mayúsculas. La verja es de planta octogonal, representando en cada uno de sus lados a las ocho victorias que tuvo Viriato con los cónsules romanos.

## Curiosidades
El mango de la espada de Viriato en la escultura ha dado lugar a diversas comparaciones fálicas. Sobre todo cuando se sacan fotografías a la escultura desde ciertos ángulos desde el empedrado de la plaza. El pedestal de piedra incorporado en el conjunto escultórico fue muy criticado a comienzos del siglo XX, llegando a ser comparado con una "castaña pilonga". A pesar de ser un símbolo de la Zamora actual, este monumento nunca fue inaugurado oficialmente.